# Leonie Overgoor
Leonie van Rooij-Overgoor (Waalwijk, 21 januari 1924 - Breda, 24 juli 2006) was een verzetsstrijder in Nederland tijdens de Tweede Wereldoorlog.
In 1943 werkte zij als lokettiste bij de Nederlandse Spoorwegen, toen het verzet een beroep op haar deed om inlichtingen door te spelen over troepen- en wapentransporten via het spoor. In oktober van dat jaar werd zij als negentienjarige thuis opgepakt en via de Koninklijke Militaire Academie (toen in gebruik bij de SD) naar Kamp Haaren overgebracht, waar ze vier maanden in eenzame opsluiting zat. Tijdens het proces tegen de Dienst Wim in juni 1944 werd zij met 44 andere gevangenen, onder wie nog drie vrouwen, ter dood veroordeeld. De doodvonnissen werden niet uitgevoerd omdat de nazi's inmiddels gebrek aan arbeidskrachten hadden. De mannen gingen als Nacht und Nebel-gevangenen naar Duitsland.
Toen Kamp Haaren op Dolle Dinsdag werd ontruimd, gingen de vrouwen naar Kamp Vught en, na een dag op de appelplaats te hebben gestaan, op transport naar Ravensbrück. Na een maand werd zij tewerkgesteld in het Agfacommando, een buitencommando van Dachau.
Tijdens de evacuatiemars in april 1945 van Dachau naar het Zuiden, is zij na een dag met vijf andere jonge vrouwen, onder wie Hanny van Rossum-Krijgsman en Hetty van der Togt, uit de groep ontsnapt. Het nonnenklooster in Schäftlarn waar zij aanklopten, weigerde aanvankelijk hen onderdak te verschaffen, tot ze na twee dagen terugkeerden met Amerikaanse soldaten.

## Na de oorlog
Enkele jaren na de oorlog trouwde Leonie Overgoor met Jan van Rooij, degene die haar met het verzet in contact had gebracht. Ook hij was ter dood veroordeeld en had de oorlog overleefd.
In 1998 was zij een van de initiatiefnemers van Gedenkplaats Haaren 1940-1945. Ook was zij medeoprichter, bestuurslid en later erelid van de stichting Vriendenkring Haaren 1940-1945.
Zij was een veelgevraagd spreker op middelbare scholen, waar zij vertelde over haar verzetsverleden en gevangenschap. Daarbij legde ze altijd de nadruk op de toekomst en hoe te voorkomen dat hetzelfde weer gebeuren zou. Dat vond ze veel belangrijker dan praten over de ellende die ze had meegemaakt.

## Onderscheidingen
Leonie van Rooij-Overgoor werd onderscheiden met het Verzetsherdenkingskruis (Nederland), het Oorlogskruis 1940 met de palm van België en de Medaille van de Weerstand van België.